# Пилипковецька сільська рада
Пилипкове́цька сільська́ ра́да — адміністративно-територіальна одиниця та орган місцевого самоврядування в Новоушицькому районі Хмельницької області. Адміністративний центр — село Пилипківці.

## Загальні відомості
Пилипковецька сільська рада утворена в 1923 році.
- Територія ради: 33,887 км²
- Населення ради: 1 094 особи (станом на 2001 рік)
- Територією ради протікає річка Говірка

## Населені пункти
Сільській раді підпорядковані населені пункти:
- с. Пилипківці
- с. Заборознівці

## Склад ради
Рада складається з 14 депутатів та голови.
- Голова ради: Лисак Микола Олексійович
- Секретар ради: Яроха Галина Григорівна

### Керівний склад попередніх скликань
| Прізвище, ім'я, по батькові | Основні відомості                                                                                    | Дата обрання | Дата звільнення |
| --------------------------- | --- | ------------ | --------------- |
| Муляр Валерій Миколайович   | Сільський голова, 1967 року народження, безпартійний                                                 | 26.03.2006   | 31.10.2010      |
| Лисак Микола Олексійович    | Сільський голова, 1956 року народження, освіта середня спеціальна, член Комуністичної партії України | 31.10.2010   |                 |

Примітка: таблиця складена за даними сайту Верховної Ради України

### Депутати
За результатами місцевих виборів 2010 року депутатами ради стали:

#### За суб'єктами висування
| Суб'єкт висування                 | Кількість обраних депутатів | %    |
| --------------------------------- | --------------------------- | ---- |
| Народна партія                    | 5                           | 35,7 |
| Політична партія «Сильна Україна» | 5                           | 35,7 |
| Комуністична партія України       | 3                           | 21,4 |
| Самовисування                     | 1                           | 7,1  |

#### За округами
| № округу                          | Прізвище, ім'я, по батькові      | Дата визнання обраним | Освіта             | Партійна приналежність                  | Відомості про обраного депутата                                             |
| --------------------------------- | -------------------------------- | --------------------- | ------------------ | --------------------------------------- | --------------------------------------------------------------------------- |
| Комуністична партія України       |                                  |                       |                    |                                         |                                                                             |
| 5                                 | Павлик Антоніна Іванівна         | 05.11.2010            | вища               | позапартійна                            | тимчасово не працює                                                         |
| 8                                 | Ляшенко Олена Миколаївна         | 05.11.2010            | середня            | позапартійна                            | тимчасово не працює                                                         |
| 14                                | Паламарчук Валентина Григорівна  | 05.11.2010            | середня            | позапартійна                            | тимчасово не працює                                                         |
| Народна Партія                    |                                  |                       |                    |                                         |                                                                             |
| 2                                 | Ющишена Світлана Сигизмундівна   | 05.11.2010            | вища               | позапартійна                            | Пилипковецька загальноосвітня школа, вчитель української мови та літератури |
| 4                                 | Вальчук Ніна Романівна           | 05.11.2010            | вища               | позапартійна                            | Пилипковецька загальноосвітня школа, вчитель молодших класів                |
| 10                                | Яроха Галина Григорівна          | 31.10.2010            | вища               | член Народної партії                    | Пилипковецька сільська рада, секретар                                       |
| 11                                | Бойко Іванна Василівна           | 05.11.2010            | вища               | позапартійна                            | Пилипковецька загальноосвітня школа, вчитель інформатики                    |
| 13                                | Зіньковець Євдокія Володимирівна | 05.11.2010            | середня спеціальна | член Народної партії                    | фельдшерсько-акушерський пункт с. Заборознівці, завідувачка                 |
| Політична партія «Сильна Україна» |                                  |                       |                    |                                         |                                                                             |
| 1                                 | Мазур Віталій Іванович           | 05.11.2010            | середня            | позапартійний                           | тимчасово не працює                                                         |
| 3                                 | Черепуха Віталій Петрович        | 05.11.2010            | вища               | позапартійний                           | Пилипковецька загальноосвітня школа, вчитель історії, географії             |
| 7                                 | Тарадайко Анатолій Анатолійович  | 05.11.2010            | середня            | член Політичної партії «Сильна Україна» | ВАТ «Віньковецький сирзавод», водій                                         |
| 9                                 | Козак Петро Васильович           | 05.11.2010            | середня            | позапартійний                           | Новоушицький ЦЄЗ № 5, телефоніст                                            |
| 12                                | Ройко Неля Миколаївна            | 05.11.2010            | середня спеціальна | позапартійна                            | Пилипковецька загальноосвітня школа, вчитель молодших класів                |
| Самовисування                     |                                  |                       |                    |                                         |                                                                             |
| 6                                 | Гурський Віталій Дмитрович       | 05.11.2010            | середня спеціальна | позапартійний                           | тимчасово не працює                                                         |